# Добре (Західнопоморське воєводство)
Добре (пол. Dobre) — село в Польщі, у гміні Бендзіно Кошалінського повіту Західнопоморського воєводства.
Населення — 876 осіб (2011).

## Демографія
Демографічна структура станом на 31 березня 2011 року:
|          | Загалом | Допрацездатний вік | Працездатний вік | Постпрацездатний вік |
| -------- | ------- | ------------------ | ---------------- | -------------------- |
| Чоловіки | 440     | 80                 | 342              | 18                   |
| Жінки    | 436     | 80                 | 309              | 47                   |
| Разом    | 876     | 160                | 651              | 65                   |